# Hârseni
Hârseni – wieś w Rumunii, w okręgu Braszów, w gminie Hârseni. W 2011 roku liczyła 507 mieszkańców.